# Gemeine Wendeltreppe
Die Gemeine Wendeltreppe (Epitonium clathrus, Syn.: Epitonium clathrum) ist eine Wendeltreppenschnecke, die in der Nordsee und im Mittelmeer heimisch ist. Sie ernährt sich als Fleischfresser von sessilen Nesseltieren.

## Merkmale
Das rechtsgewundene, turmförmige Gehäuse der Gemeinen Wendeltreppe, das bis zu 40 mm lang und 12 mm breit werden kann, hat 15 stark konvexe Umgänge mit kreisförmigem Querschnitt, die nicht durch eine Naht verbunden sind, sondern durch Vereinigung der axialen, kielförmigen Rippen. Die Rippen sind mit denen des nächsten Umgangs verbunden, nicht jedoch untereinander auf demselben Umgang. Zwischen den Rippen ist die Oberfläche glatt. Die Gehäusemündung ist nahezu kreisförmig und hat einen etwas aufgeblasenen Rand. Die innere Lippe ist an der Basis der angrenzenden sieben Rippen zurückgebogen. Die weiße bis hellbraune Oberfläche ist oft mit spiralig verlaufenden Bändern brauner Flecken überzogen. Das runde, hornige Operculum hat einen eingedrückten Kern.
Die schlanken Fühler am Kopf sind an ihrer Basis mit Augen versehen. Der Fuß hat an der Sohle gerade, doppelkantige vordere und mittlere Gruben.

## Vorkommen und Verbreitung
Epitonium clathrus lebt unterhalb der Gezeitenzone auf sandigem oder schlammigem Untergrund bis 70 m Tiefe, doch kann die Schnecke zum Eierlegen in den Gezeitenbereich heraufkommen.
Die Schnecke ist vom Mittelmeer bis nach Norwegen und zum Kattegat, an den Britischen Inseln, der Deutschen Bucht und vor Helgoland weit verbreitet.

## Lebenszyklus
Die Wendeltreppenschnecke ist zunächst Männchen und später Weibchen. Nach der inneren Befruchtung legt das Weibchen am unteren Rand der Gezeitenzone die Eier in langen Fäden mit pyramidenförmigen Kapseln ab. Die Veliger-Larven schlüpfen nach etwa zwei Wochen und machen eine längere Phase als Zooplankton durch.

## Ernährung
Epitonium clathrus frisst Seeanemonen und Steinkorallen (Scleractinia). Zu den bevorzugten Beutetieren gehört die Wachsrose (Anemonia sulcata). Mit den Kiefern werden Stücke aus der Beute herausgeschnitten.

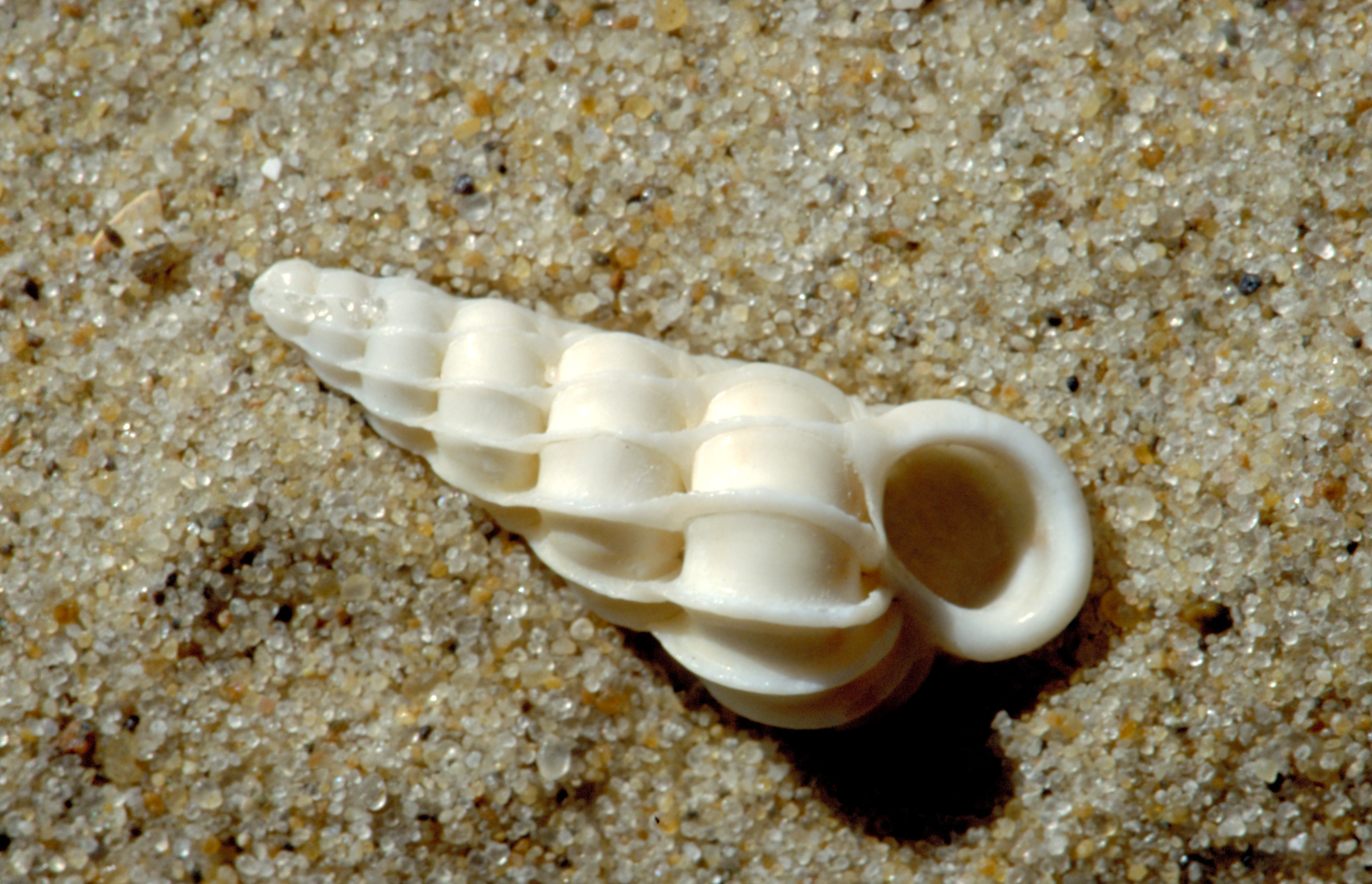
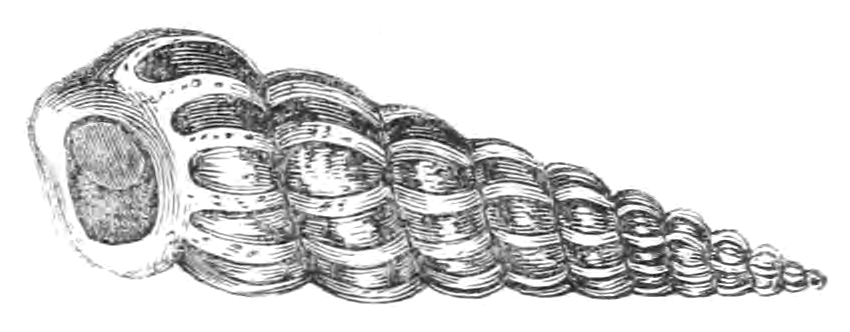
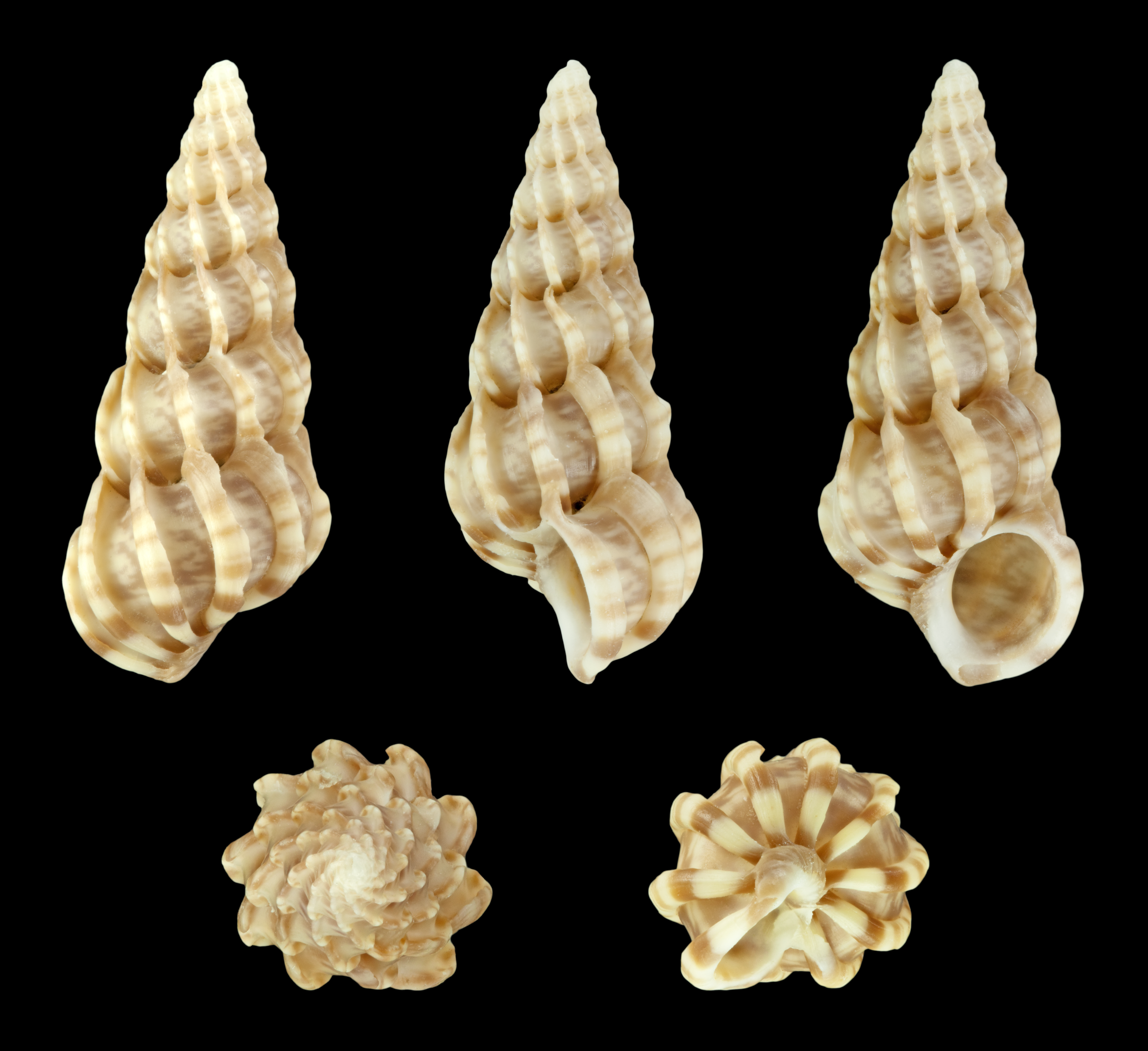
ssp. mediterraneum